# Arènes de Maracay
Les arènes de Maracay au Venezuela sont l'œuvre de l'architecte vénézuélien Carlos Raúl Villanueva, qui s'est inspiré des arènes de Séville.

## Histoire
Construites en 1933, elles peuvent contenir environ 7 000 personnes,.
Elles portent le nom de « Maestranza César Girón » du nom du célèbre matador vénézuélien César Girón issu d'une famille qui a donné naissance à cinq matadors : César, Rafael, Efraín, Freddy et Curro Girón.